# Championnat d'Euro F3000 2002
Le championnat d'Euro F3000 2002 a été remporté par le pilote brésilien Jaime Melo Jr. sur une monoplace de l'écurie Great Wall Racing Team.

## Règlement
- Tous les pilotes sont sur Lola T99/50 à moteur Zytek
- L'attribution des points s'effectue selon le barème 10,6,4,3,2,1.

## Courses de la saison 2002
| Date         | Lieu              | Vainqueur          | Nationalité        | Équipe                  |
| ------------ | ----------------- | ------------------ | ------------------ | ----------------------- |
| 21 avril     | Vallelunga        | Romain Dumas       | France             | John Village Automotive |
| 19 mai       | Pergusa           | Alessandro Piccolo | Italie             | GP Racing               |
| 30 juin      | Monza             | Romain Dumas       | France             | John Village Automotive |
| 28 juillet   | Spa-Francorchamps | Romain Dumas       | France             | John Village Automotive |
| 11 août      | Donington         | Jaroslav Janiš     | République tchèque | Charouz ISR Racing      |
| 8 septembre  | Brno              | Jaime Melo Jr.     | Brésil             | Great Wall Racing Team  |
| 22 septembre | Dijon             | Jaime Melo Jr.     | Brésil             | Great Wall Racing Team  |
| 13 octobre   | Jerez             | Jaime Melo Jr.     | Brésil             | Great Wall Racing Team  |
| 3 novembre   | Cagliari          | Jaroslav Janiš     | République tchèque | Charouz ISR Racing      |

## Classement des pilotes
| Classement | Pilote                | Pays               | Équipe                          | Nombre de points |
| ---------- | --------------------- | ------------------ | ------------------------------- | ---------------- |
| 1er        | Jaime Melo Jr.        | Brésil             | Great Wall Racing Team          | 49               |
| 2e         | Romain Dumas          | France             | John Village Automotive         | 42               |
| 3e         | Jaroslav Janiš        | République tchèque | Charouz ISR Racing              | 36               |
| 4e         | Alessandro Piccolo    | Italie             | GP Racing Euronova Racing Team  | 28               |
| 5e         | Thomas Biagi          | Italie             | Team Ghinzani                   | 15               |
| 6e         | Yannick Schroeder     | France             | Uboldi Corse Charouz ISR Racing | 14               |
| 7e         | Matteo Grassotto      | Italie             | Draco Junior Team               | 12               |
| 8e         | Martín Basso (es)     | Argentine          | GP Racing                       | 10               |
| 9e         | Augusto Farfus Jr.    | Brésil             | Draco Junior Team               | 8                |
| 10e        | Massimiliano Busnelli | Italie             | Great Wall Racing Team          | 7                |
| 11e        | Julien Vidot          | France             | Victory Engineering             | 6                |
| 12e        | Gianmaria Bruni       | Italie             | Coloni Motorsport               | 5                |
| 13e        | Valerio Scassellati   | Italie             | Great Wall Racing Team          | 1                |
| 13e        | Giovanni Montanari    | Italie             | GP Racing                       | 1                |